# Festuca valesiaca
La festuca valesiaca, detta anche festuca del Vallese (Festuca valesiaca Schleich. ex Gaudin, 1811) è una specie di pianta della famiglia delle Poacee (o Gramineae, nom. cons.).

## Descrizione
Pianta vascolare con fiori e semi, del tipo Angiospermae. Il fiore non presenta il perianzio (corolla di petali e calice).

## Distribuzione e habitat
La festuca valesiaca è una pianta originaria dell'Europa, dell'Asia centrale e della Mongolia. Fu introdotta in America del Nord quando fu deliberatamente piantata. Lì può essere trovata in Stati americani come Arizona, Kansas, Montana, Vermont e Wyoming. In Italia questa specie di festuca è presente nelle aride convalli alpine e del settentrione.
Nel 2019 è stata rilevata e accertata la sua presenza in alcune località dell'Appennino abruzzese, in particolare nella Marsica fucense, nella valle del Giovenco e nel parco nazionale d'Abruzzo, Lazio e Molise.